# Fils de Russie
Pour plus de détails, voir Fiche technique et Distribution.

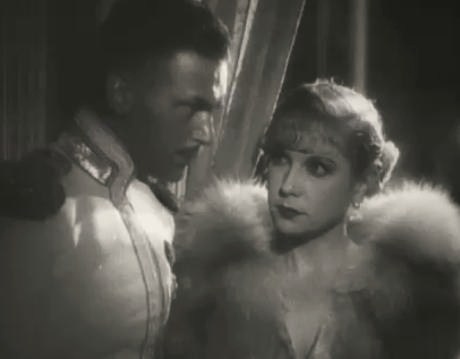
Douglas Fairbanks Jr. et Lilyan Tashman

Fils de Russie (titre original : Scarlet Dawn) est un film germano-américain réalisé par William Dieterle et sorti en 1932.

## Synopsis
En février 1917, Nikita Krasnoff, un officier russe, revient avec ses hommes au pays après avoir combattu sur le front allemand. La révolution bolchevique gronde à Moscou et la situation devient dangereuse pour les aristocrates. Krasnoff décide de s'exiler vers la Turquie. En compagnie de sa domestique, Tanyusha, la vie semble plus calme pour eux. Mais soudain, Vera, l'ancienne maîtresse de ce dernier, réapparaît. Pour l'ancien noble, cette nouvelle arrivée fait ressurgir les souvenirs d'une vie passée...

## Fiche technique
- Titre original : Scarlet Dawn
- Scénario : Niven Busch et Erwin S. Gelsey d'après un roman de Mary C. McCall Jr.
- Assistant réalisateur : William Keighley (non crédité)
- Direction artistique : Anton Grot
- Décorateur de plateau : Robert Priestley
- Costumes : Orry-Kelly
- Photographie : Ernest Haller
- Montage : James B. Morley
- Musique : Milan Roder (non crédité)
- Production : Hal B. Wallis (non crédité)
- Société de production et de distribution : Warner Bros. Pictures
- Pays de production :  États-Unis,  République de Weimar
- Format : Noir et blanc - 35 mm - 1,37:1 - Son : Mono (Western Electric Sound System)
- Genre : Film historique
- Durée : 57 minutes
- Date de sortie :
  - États-Unis : 12 novembre 1932

## Distribution
- Douglas Fairbanks Jr. : Baron Nikita "Nikki" Krasnoff
- Nancy Carroll : Tanyusha Krasnoff
- Lilyan Tashman : Vera Zimina
- Guy Kibbee : M. Murphy
- Sheila Terry : Marjorie Murphy

Acteurs non crédités
- Mischa Auer : Sergei
- Mae Busch : Témoin de mariage
- Ivan Linow : Ivan
- William Ricciardi : chef cuisinier